# Славомир Скшипек
Славомир Станислав Скшипек (пол. Sławomir Stanisław Skrzypek, 10 березня 1963 — 10 квітня 2010) — польський економіст, голова національного банку Польщі у 2007—2010 роках.

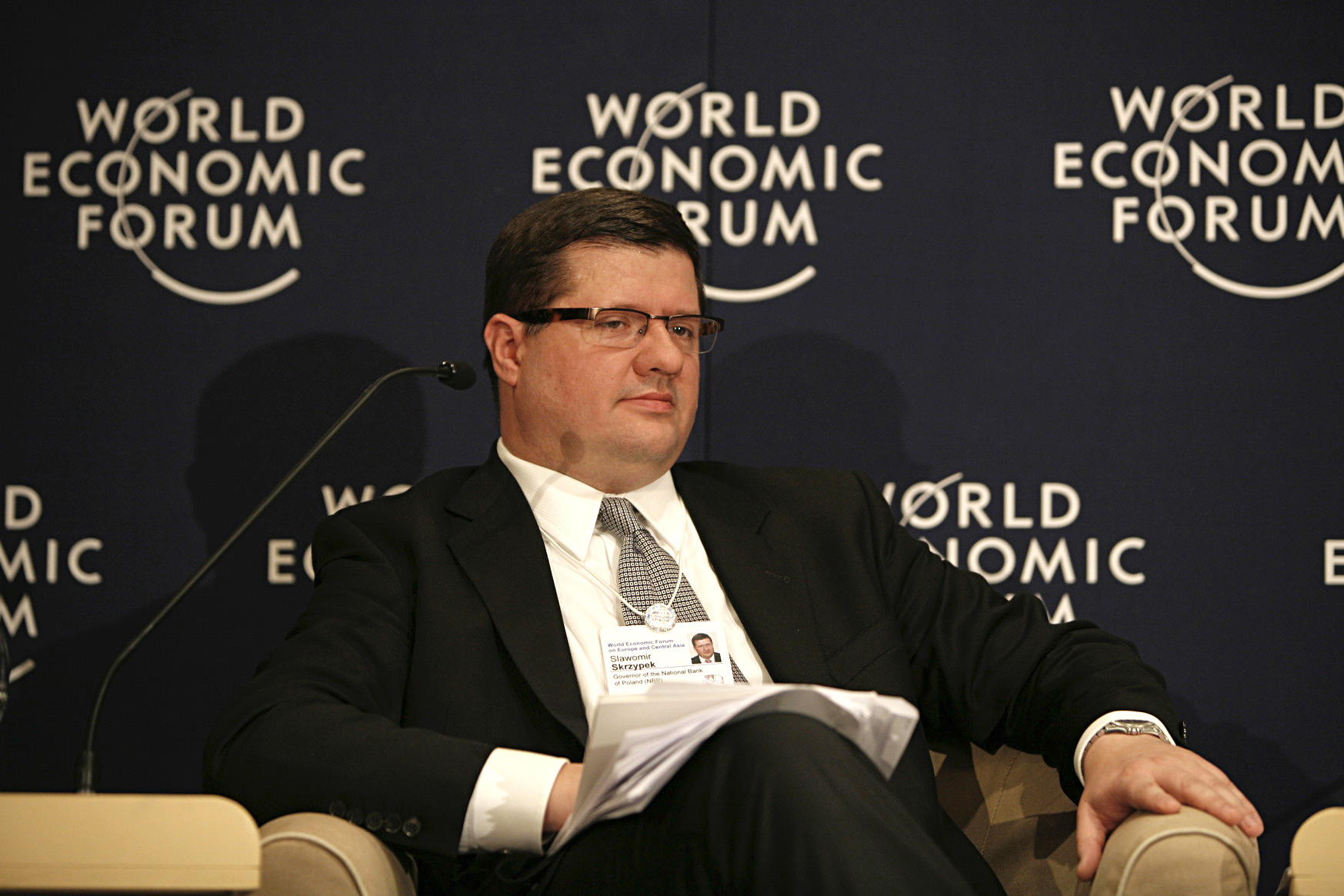
Славомир Скшипек

Закінчив Силезький технічний університет, в 1997 році одержав ступінь МБА в Університеті Висконсину в Медісоні, стажувався в області керування активами й пасивами в Краківському економічному університеті, Силезькому університеті, Джорджтаунському університеті.
З 1993 по 1997 роки працював у Вищій контрольній палаті Польщі, де курирував фінансову діяльність адміністрації. З листопада 2002 року займав пост віце-мера Варшави. Посаду мера тоді займав майбутній президент Польщі Лех Качинський.
10 квітня 2010 року загинув в авіакатастрофі під Смоленськом.